# Caminito (brano musicale)
Caminito è un brano musicale di genere tango, composto da Gabino Coria Peñaloza (autore del testo) e Juan de Dios Filiberto (autore della melodia) e pubblicato nel 1926.
Il brano, inciso da numerosi artisti, ha preso il nome dalla celebre via Caminito nel quartiere La Boca di Buenos Aires.

## Storia
Ad ispirare la melodia del brano a Juan de Dios Filiberto fu una via (caminito) che percorreva abitualmente nel quartiere La Boca di Buenos Aires, percorso che lo portava da Calle Magallanes, dove abitava, alla Vuelta de Rocha, per incontrare i propri amici, oppure all'officina Mihanovich, dove lavorava come meccanico. Oltre alla via, ad ispirarlo fu anche una donna che lo salutava quotidianamente durante questo tragitto.
Ad ispirare il testo a Gabino Coria Peñaloza fu invece una storia d'amore con una donna di nome María che abitava nella sua stessa città, Olta. In particolare il caminito descritto dalla canzone fu ispirato alla stradina irta e fiorita che la donna, di ritorno dalla scuola dove insegnava, percorreva per raggiungere la propria abitazione.
In seguito, Gabino Coria Peñaloza conobbe in uno dei suoi numerosi viaggi a Buenos Aires Juan de Dios Filiberto, che gli era stato presentato dall'amico Benito Quinquela Martín.
Al tango Caminito, originariamente pubblicato senza parole nel 1923, fu quindi aggiunto il testo di Coria Peñaloza nel 1926, quando fu presentato al concorso di canzoni autoctone (Concurso de Canciones Nativas del Corso Oficial de Buenos Aires) in occasione del Carnevale di quell'anno. Durante il concorso, il brano fu presentato da un'orchestra composta da un armonio e da dieci violini e da un coro composto da quattro voci.
Il brano così come lo conosciamo nacque al nr. 300 di Calle Florida.
Nel corso dell'adattamento del testo alla melodia, Juan de Dios Filiberto suggerì a Gabino Coria Peñaloza l'opportunità di apportare qualche modifica al testo, ma Coria Peñaloza non acconsentì. Modifiche furono invece apportate da Filiberto alla melodia originale.
In seguito, il brano divenne noto in tutto il mondo dopo che Ignacio Corsini lo aveva interpretato nel corso dell'opera teatrale Facha Tosta di Alberto Novión andata in scena al Teatro Cómico.

## Significato del testo
(Caminito)
Il testo parla di una storia d'amore piuttosto triste: un uomo vede la donna che ama andarsene percorrendo una stradina. Da quel momento, la donna non farà più ritorno e il protagonista dice quindi che anche lui se ne va percorrendo questa strada, definita "amica".

## Versioni (lista parziale)
Tra i numerosi artisti che hanno inciso il brano, figurano tra gli altri (in ordine alfabetico):
- Mario Battaini (1969)[2]
- Miguel Calo e la sua orchestra[3]
- Francisco Canaro e la sua orchestra[3]
- Renato Carosone
- El choclo[4]
- Tony Dallara (1964)[5]
- Juan D'Arienzo e la sua orchestra[3]
- Alfredo De Angelis e la sua orchestra[3]
- José De Silva & La Orquesta Típica[6]
- Carlos Di Sarli e la sua orchestra[3]
- Plácido Domingo[7]
- Osvaldo Fresedo e la sua orchestra[3]
- Carlos Gardel (1973)[8]
- Julio Iglesias[9][10]
- Los Iracundos[11]
- Francisco Lomuto e la sua orchestra[3]
- Edoardo Lucchina (1962)[12]
- Juan Maglio e la sua orchestra[3]
- Nana Mouskouri[13]
- Claudio Paterlini[14]
- Armando Pontier e la sua orchestra[3]
- Osvaldo Pugliese e la sua orchestra[3][15]
- Franco Scarica (1959)[16]
- Iva Zanicchi

## Adattamenti in altre lingue
- Il brano è stato adattato in italiano da Gianni Belfiore con il titolo Ritornare a casa: questa versione è stata incisa da Julio Iglesias nell'album Amanti (1980)[17]